# Слудское сельское поселение (Вятскополянский район)
Слу́дское се́льское поселе́ние  — муниципальное образование в составе Вятскополянского района Кировской области России.
Центр — село Слудка.

## История
Слудское сельское поселение образовано 1 января 2006 года согласно Закону Кировской области от 07.12.2004 № 284-ЗО.

## Население
| 2010 | 2012  | 2013  | 2014  | 2015 | 2016 | 2017 |
| ---- | ----- | ----- | ----- | ---- | ---- | ---- |
| 1048 | ↘1020 | ↘1005 | ↗1008 | ↘981 | ↘950 | ↘930 |
| 2018 | 2019  | 2020  | 2021  |      |      |      |
| ↗931 | ↘888  | ↘881  | ↘877  |      |      |      |

## Состав сельского поселения
| № | Населённый пункт      | Тип населённого пункта       | Население |
| - | --------------------- | ---------------------------- | --------- |
| 1 | Бармино               | деревня                      | 0         |
| 2 | Верхние Изиверки      | деревня                      | 51        |
| 3 | Каракули              | деревня                      | 51        |
| 4 | Каракульская Пристань | посёлок                      | 33        |
| 5 | Луговой Изран         | деревня                      | 15        |
| 6 | Мериновщина           | деревня                      | 96        |
| 7 | Нижние Изиверки       | деревня                      | 135       |
| 8 | Слудка                | село, административный центр | 667       |